# Кощинское сельское поселение
Кощинское сельское поселение — муниципальное образование в составе Смоленского района Смоленской области России. Административный центр — деревня Кощино.
Главой поселения и Главой администрации является Попов Пётр Александрович.

## Географические данные
- Общая площадь: 86,68 км²
- Расположение: юго-восточная часть Смоленского района
- Граничит:
  - на востоке и юге — с   Починковским районом
  - на западе — с  Талашкинским сельским поселением
  - на севере — с Пригорским сельским поселением
- Крупные реки: Мошна, Сож.
- По территории поселения проходит автомобильная дорога А141 Орёл — Витебск .
- По территории поселения проходит железная дорога Смоленск — Рославль, станций нет.

## Население
| 2011  | 2012  | 2013  | 2014  | 2015  | 2016  | 2017  |
| ----- | ----- | ----- | ----- | ----- | ----- | ----- |
| 2037  | ↗2056 | ↗2096 | ↗2139 | ↗2150 | ↗2168 | ↘2165 |
| 2018  | 2019  | 2020  | 2021  |       |       |       |
| ↘2157 | ↘2100 | ↘2094 | ↗2233 |       |       |       |

## Населённые пункты
В сельское поселение входят 10 населённых пунктов:
| №  | Населённый пункт | Тип     | Население (чел.) |
| -- | ---------------- | ------- | ---------------- |
| 1  | Борешино         | деревня | 44               |
| 2  | Гевино           | деревня | 22               |
| 3  | Горяны           | деревня | 46               |
| 4  | Замятлино        | деревня | 24               |
| 5  | Кощино           | деревня | 1811             |
| 6  | Кощино-1         | деревня | 0                |
| 7  | Лучинка          | деревня | 13               |
| 8  | Муравщина        | деревня | 25               |
| 9  | Немчино          | деревня | 50               |
| 10 | Раково           | деревня | 7                |

### Упразднённые населённые пункты
- деревня Морозовка (2001)[14].

## Экономика
Сельхозпредприятия, магазины, строительные организации, разработка инертных стройматериалов.